# Рабовладелец Канзас-Сити
«Рабовладелец Канзас-Сити» (нем. Der Sklavenhalter von Kansas-City) — немой немецкий приключенческий фильм 1920 года режиссёра Вольфганга Неффа. Одну из ролей в фильме исполнил Бела Лугоши.
По состоянию на 2021 год фильм считается утерянным.

## В ролях
| Актёр            | Роль                    |
| ---------------- | ----------------------- |
| Людвиг Рекс      | роль неизвестна         |
| Грете Вейкслер   | Дейзи, дочь             |
| Бела Лугоши      | Джордж Корвин           |
| Фриц Фалькенберг | Теннерсон               |
| Марте Штерн      | Молли                   |
| Йозеф Рейтхофер  | Джон Хопкинс — детектив |

## Производство
Лугоши снялся как минимум в двух фильмах для компании Dua-Films GmbH, которые, скорее всего, были сняты весной или в начале лета 1920 года. В августе того же года газета Der Kinematograph объяснила: «...была основана кинопроизводственная компания, которая занимается производством и прокатом детективных и приключенческих фильмов. В ближайшие пару дней появится третий фильм из серии о „Джоне Хопкинсе“ и, кроме того, первый фильм из детективной серии „Нат Пинкертон“. Сценарии написаны Яне Бесс. Режиссёр Вольфганг Нефф». Предположительно по просьбе Неффа Лугоши принял участие в обеих сериях фильмов.
|                                     |  |
| Два кадра из фильма с Белой Лугоши. |  |

«Рабовладелец Канзас-Сити» был третий фильм, снятый Неффом по сценарию Яне Бесс, в котором фигурировал героический американский детектив Джон Хопкинс, сражающийся с преступником Джорджем Корвином по прозвищу «вампир». Предыдущие два фильма имели общее название «Месть апачей» (нем. Apachenrache), первая часть носила подзаголовок «В лапах вампира» (нем. In den Krallen des Vampirs), а вторая «В лапах Георга Корвина, короля побегов» (нем. In den Krallen von Gg. Corvin, dem Ausbrecher-König). К третьему фильму общее название «Месть апачей» было убрано, поскольку оно было взято из другого сериала, не принадлежащего Dua-Films.
Одну из главных ролей сыграл Йозеф Рейтхофер, он исполнил роль детектива Джона Хопкинса. Бела Лугоши сыграл Джона Корвина, персонажа, которого как минимум в двух предыдущих фильмах называли «вампиром». В будущем Лугоши прославился ролью вампира графа Дракулы в фильме студии Universal «Дракула» (1931). Слово «вампир» в данном фильме использовалось не для описания сверхъестественного существа, а скорее опытного преступника, точно так же вампирами называли преступников в таких фильмах того времени как «Вампиры» (1915) Луи Фейада, «Вампиры побережья» (1909), «Лесные вампиры» (1914), «Вампиры ночи» (1914) и «Васко, вампир» (1914). Таким образом, это первый фильм в карьере Лугоши, где он играл вампира, хоть и всего лишь преступника. Какой актёр играл Джона Корвина в предыдущих двух частях неизвестно, но по предположениям биографов Лугоши Гари Дон Родса и Билла Каффенбергера вполне вероятно, что он же и исполнял эту роль, потому, что на момент съёмок этих фильмов Лугоши уже жил в Германии.
По состоянию на 2021 год фильм считается утраченным.